# Craspedolepta americana
Craspedolepta americana är en insektsart som beskrevs av Jan Klimaszewski 1979. Craspedolepta americana ingår i släktet Craspedolepta och familjen rundbladloppor. Inga underarter finns listade i Catalogue of Life.